# Mario Bernini
Mario Bernini detto Bachicche (Siena, 13 marzo 1837 – Siena, 27 dicembre 1902) è stato un fantino italiano.

## Carriera

### Vittorie storiche
Bachicche è tra i più grandi di sempre nella storia del Palio di Siena: vanta infatti ben tredici vittorie in quarantanove presenze sul tufo di Piazza del Campo. Debuttò nel 1850 a soli tredici anni, seguendo le orme del fratello Giuseppe detto Stralanchi, il quale corse quattordici volte dal 1848 al 1856 (anno in cui morì prematuramente).
Dopo qualche presenza sporadica, Bachicche vinse il suo primo Palio nel 1861: una vittoria netta in un Palio davvero turbolento. Corse infatti per la Tartuca, all'epoca con le insegne giallo e nere che venivano associate agli odiati dominatori asburgici in periodo risorgimentale. Gli storici affermano che in quella carriera tutti i fantini si erano venduti alla Tartuca; dopo la vittoria, Bachicche venne circondato da una folla numerosa che voleva linciarlo, accusandolo di essere traditore degli ideali del Risorgimento: venne salvato dai granatieri, ed il drappellone consegnato solamente il giorno successivo.
L'anno seguente riuscì a realizzare il suo personale cappotto, vincendo a luglio ed a settembre (Palio straordinario per il X Congresso delle Scienze a Siena), divenendo pertanto uno dei fantini più ambiti dalle Contrade. Bachicche era infatti tra i più abili a leggere le fasi della mossa, quasi tutte le sue vittorie nacquero proprio ai canapi.
Bissò il cappotto personale nel 1867: al Palio di agosto firmò una pagina storica del Palio di Siena. A quella carriera assisteva infatti Giuseppe Garibaldi, a Siena con altri quattrocento garibaldini. Bachicche, nella Lupa, vinse il Palio a colpi di nerbate, difendendo la prima posizione dagli attacchi di Pietro Locchi detto Paolaccino, anch'egli tra i più grandi di sempre con tredici trionfi. A fine corsa, il fantino si recò con altri rappresentanti della contrada a rendere omaggio a Garibaldi presso l'albergo "Aquila Nera": dal generale ebbe in regalo una fotografia, sulla quale appose la seguente dedica: «A Mario Bernini, campione della Lupa vittoriosa, augurio della vittoria di Roma».
Bachicche continuò a vincere con una certa costanza: luglio 1870, 1871 e 1873. Dopo qualche anno di crisi, riprese il suo dominio nell'agosto 1878: terza vittoria nel Nicchio, dominio incontrastato della carriera già dalla mossa. Ancora un successo nell'agosto 1879, con la Selva. Dal 1882 strinse un forte legame con la Contrada della Chiocciola: vi corse cinque dei suoi ultimi nove Palii, vincendo due volte: luglio 1882 e 1885. Se la vittoria del 1882 fu netta ed incontrastata, quella del 1885 si concretizzò in rimonta ai danni di Leggerino, il quale, secondo le cronache, fece di tutto per non vincere e concedere il trionfo a Bachicche.

### Fine carriera
Bachicche chiuse la sua carriera nell'agosto 1889 nel Montone. Già qualche anno dopo versava però in condizioni di miseria: nel 1896 fu costretto a vendere alla Contrada della Lupa la sua foto autografata da Garibaldi, in cambio di 219 lire.

### Tradimenti
Mario Bernini detto Bachicche è passato alla storia, oltre che per la sua carriera da vincente, anche per i suoi ripetuti tradimenti. Nel 1873, dopo aver vinto a luglio per l'Istrice, corse per la Pantera in maniera deludentissima; al ritorno in contrada, venne aggredito da un certo Momo Dinelli che cercò di cospargerlo di petrolio per dargli fuoco. Bachicche riuscì fortunatamente a salvarsi.
Quattro anni dopo, Bachicche tradì la Lupa ad agosto: mentre era in seconda posizione, si preoccupò di favorire la vittoria del fantino dell'Oca| Lorenzo Franci detto Pirrino, attaccando a colpi di nerbate il fantino Antonio Salmoria detto Leggerino della Torre. A fine corsa, i contradaioli di Lupa e Torre si allearono per cercare Bachicche, il quale però trovò rifugio nell'Oca, rimanendo nascosto per tre giorni. Nel frattempo, i suoi vestiti furono inchiodati al campanile della chiesa della Lupa.
Nell'agosto 1885 Bachicche ricambiò il favore che Leggerino gli aveva reso in occasione della vittoria dell'anno precedente: correndo per la Chiocciola, si preoccupò esclusivamente di ostacolare i rivali di Leggerino, permettendo a quest'ultimo di avviarsi verso una facile vittoria. Naturalmente, a Palio finito, Bachicche scappò via dalla Piazza a cavallo con ancora indosso il giubbetto della contrada.

## Presenze al Palio di Siena
Bachicche corse in tutte le contrade eccetto il Leocorno. Vinse in nove differenti contrade: in questo record, è preceduto soltanto da Caino e Pavolino.
Dopo Piaccina e Partino, è il fantino che ha avuto la carriera più lunga: quarant'anni di Palio, 49 carriere e 13 vittorie. Dopo Aceto, è il fantino che ha corso di più in una stessa contrada: 12 volte nel Nicchio.
Bachicche è il fantino più giovane ad aver corso il suo primo Palio, del quale si ha la documentazione certa riguardo alla data di nascita: aveva tredici anni e cinque mesi.
| Palio             | Contrada     | Cavallo                  | Note   |
| ----------------- | ------------ | ------------------------ | ------ |
| 16 agosto 1850    | Onda         | Morello di L. Barbetti   |        |
| 2 luglio 1851     | Nicchio      | Morello di C. Cei        |        |
| 2 luglio 1855     | Bruco        | Morello di L. Poggialesi |        |
| 2 luglio 1856     | Onda         | Morello di G. Zazzeroni  |        |
| 16 agosto 1857    | Civetta      | Baio di P. Bandini       | scosso |
| 16 agosto 1861    | Tartuca      | Grigio di P. Bandini     |        |
| 15 agosto 1862    | Giraffa      | Grigio di N. Ceccarelli  |        |
| 28 settembre 1862 | Onda         | Morello di S. Franci     |        |
| 2 luglio 1863     | Nicchio      | Morello di S. Franci     | scosso |
| 3 luglio 1864     | Chiocciola   | Morello di L. Grandi     |        |
| 15 agosto 1864    | Valdimontone | Morello di F. Gigli      | scosso |
| 2 luglio 1865     | Nicchio      | Baio di A. Orlandini     |        |
| 16 agosto 1865    | Nicchio      | Baio di A. Amaddii       |        |
| 2 luglio 1867     | Nicchio      | Morello di E. Cecconi    |        |
| 15 agosto 1867    | Lupa         | Morello di E. Cecconi    |        |
| 2 luglio 1868     | Lupa         | Morello di O. Bonelli    |        |
| 16 agosto 1868    | Nicchio      | Baio di O. Bonelli       |        |
| 4 luglio 1869     | Valdimontone | Baio di L. Grandi        |        |
| 17 agosto 1869    | Valdimontone | Baio di F. Bianchini     |        |
| 3 luglio 1870     | Bruco        | Morello di L. Grandi     |        |
| 15 agosto 1870    | Nicchio      | Morello di L. Grandi     |        |
| 2 luglio 1871     | Nicchio      | Grigio di F. Pisani      |        |
| 15 agosto 1871    | Oca          | Grigio di L. Grandi      |        |
| 2 luglio 1872     | Oca          | Baio di A. Amaddii       | scosso |
| 15 agosto 1872    | Nicchio      | Baio di A. Amaddii       |        |
| 2 luglio 1873     | Istrice      | Baio di G. Romboli       |        |
| 17 agosto 1873    | Pantera      | Morello di A. Amaddii    |        |
| 2 luglio 1874     | Selva        | Baio di D. Tavanti       |        |
| 16 agosto 1874    | Nicchio      | Baio di D. Tavanti       |        |
| 4 luglio 1875     | Istrice      | Grigio di G. Ancilli     |        |
| 16 agosto 1875    | Istrice      | Morello di G. Gigli      |        |
| 2 luglio 1876     | Istrice      | Grigio di A. Cicali      |        |
| 16 agosto 1876    | Drago        | Morello di E. Fineschi   |        |
| 17 agosto 1876    | Istrice      | Morello di E. Fineschi ? |        |
| 2 luglio 1877     | Tartuca      | Morello di D. Tavanti    |        |
| 16 agosto 1877    | Lupa         | Baio di N. Ceccarelli    |        |
| 2 luglio 1878     | Istrice      | Morello di P. Brandani   |        |
| 16 agosto 1878    | Nicchio      | Baio di N. Ceccarelli    |        |
| 17 agosto 1879    | Selva        | Baio di N. Ceccarelli    |        |
| 2 luglio 1881     | Nicchio      | Baio di D. Ganfini       |        |
| 16 agosto 1881    | Selva        | Baio di N. Ceccarelli    |        |
| 3 luglio 1882     | Chiocciola   | Prete                    |        |
| 2 luglio 1883     | Torre        | Prete                    |        |
| 16 agosto 1883    | Chiocciola   | Baio di R. Bellini       |        |
| 2 luglio 1885     | Chiocciola   | Morello di D. Vetturini  |        |
| 16 agosto 1885    | Chiocciola   | Morello di A. Gracci     |        |
| 16 luglio 1887    | Bruco        | Morello di A. Barducci   |        |
| 16 agosto 1887    | Chiocciola   | Grigio di D. Tavanti     |        |
| 16 agosto 1888    | Aquila       | Baio di G. Boscagli      |        |
| 16 agosto 1889    | Valdimontone | Baio di L. Masini        | scosso |